# Peterborough Sports F.C.
Peterborough Sports Football Club là câu lạc bộ bóng đá Anh tọa lạc ở Peterborough, Cambridgeshire. Hiện tại họ là thành viên của Division One thuộc United Counties League và chơi ở sân nhà Lincoln Road.

## Lịch sử
CLB được thành lập năm 1919 với tên gọi Brotherhoods Engineering Works và gia nhập Northants League (sau đó đổi tên thành United Counties League) từ mùa giải 1919–20. CLB vô địch ở mùa đầu tiên, nhưng lại rút lui cuối mùa giải 1922–23. Đội bóng chuyển đến Division Three thuộc Peterborough & District League, và vô địch ở mùa giải 1925–26, giành quyền thăng hạng lên Division Two.
CLB gần như bất động trong mùa giải 1929–30 và 1932–33, và sau đó bị rớt xuống Division Three North. Cho dù chỉ cán đích ở vị trí thứ 11 mùa giải 1936–37, CLB được nâng lên chơi ở Division Two cho mùa giải 1937–38. Sau Thế chiến thứ II CLB được xếp vào Division One, nơi họ duy trì cho đến khi nằm ở cuối bảng xếp hạng mùa giải 1948–49, kết quả là xuống hạng Division Two. Năm 1952 phân khu được đổi tên lại thành Division One và phân khu phía trên đổi tên thành Premier Division, nhưng mùa giải 1952–53 CLB kết thúc mùa giải ở cuối bảng xếp hạng và xuống chơi ở Division Two. Mùa giải 1963–64 họ bị xuống hạng, chơi tại Division Three South, nhưng đã trở lại Division Two chỉ sau một mùa giải.
Mùa giải 1973–74 CLB lại rớt hạng Division Three South lần thứ hai, nhưng lại trở lại Division Two sau khi vô địch ở mùa giải 1975–76. Xuống hạng lần nữa ở mùa 1979–80, CLB trở lại Division Two trong một mùa duy nhất với tư cách là nhà vô địch của Division Three South, và tiếp tục thăng hạng lên Division One cuối mùa giải 1982–83 sau khi về đích ở vị trí thứ 3.
Mùa giải 1987–88 chứng kiến CLB đạt á quân ở Division One và thăng hạng lên Premier Division. Năm 1999 CLB đổi tên thành Bearings Direct, và năm 2001 đổi tên thành Peterborough Sports. Năm 2006–07 họ vô địch Premier Division, và mùa giải 2012–13 đội bóng được thăng hạng lên chơi ở Division One thuộc United Counties League sau khi cán đích ở vị trí thứ 3.

## Các danh hiệu
- Northants League
  - Vô địch: 1919–20
- Peterborough & District League
  - Vô địch Premier Division: 2006–07
  - Vô địch Division Three: 1925–26, 1980–81
  - Vô địch Division Three South: 1975–76
- Northants Junior Cup
  - Vô địch: 2006–07